# BigTranslation
BigTranslation es una agencia de traducción especializada en el sector digital y del comercio electrónico. Fue creada en Valencia en 2016.

## Desarrollo
La agencia se formó con el grupo de traductores de BigBuy, plataforma de envío directo o dropshipping, ante las necesidades multilenguaje del comercio electrónico.
Desde los inicios contó solo con traductores profesionales y nativos residentes en el país de su lengua materna para conseguir una traducción actualizada a la terminología del momento.  La agencia cuenta con traductores nativos de 64 lenguas formados en el lenguaje y el ecosistema digital y una plataforma tecnológica donde se centraliza toda la gestión. El servicio, que es de pago y por palabra, se acuerda tras la recepción de un presupuesto instantáneo sobre el texto a traducir o revisar, y el video o audio a transcribir.
Una plataforma tecnológica automatiza la gestión y el contacto del cliente con el traductor adecuado, seleccionado y clasificado en función de su especialización y nivel. Al recibir una traducción, el algoritmo de la plataforma asigna automáticamente el traductor más adecuado para las necesidades del cliente en ese momento.
En 2021 BigTranslation llegó a un acuerdo de asociación con Startup Valencia. También está presente en foros y eventos digitales como Valencia Digital Summit, Digital Enterprise Show de Málaga, South Summit Madrid 2022.
En 2021 recibió el Premio Cepyme por Pyme con mejores prácticas de pago.

## Servicios
Ofrece traducciones profesionales, combinaciones lingüísticas, revisión de textos traducidos automáticamente, traducción con optimización SEO, traducción de páginas web y de wordpress, traducción de chatbots, traducciones juradas, transcripción de vídeos, de audios e intérpretes. 
En cuanto a las áreas de especialización para empresas, cuentan con: business solutions, ecommerce, marketing, comercio minorista, traducción para turismo, industria, salud, educación y traducción de videojuegos. 

## Lenguas
- Albanés
- Alemán (Alemania)
- Alemán (Austria)
- Árabe
- Armenio
- Bielorruso
- Búlgaro
- Catalán
- Checo
- Chino (continental)
- Chino (tradicional)
- Coreano
- Croata
- Danés
- Eslovaco
- Esloveno
- Español (España)
- Estonio
- Español (Latinoamérica)
- Euskera
- Filipino
- Finés
- Flamenco
- Francés (Francia)
- Francés (Bélgica)
- Francés (Canadá)
- Francés (Suiza)
- Gallego
- Georgiano
- Griego
- Hebreo
- Hindi
- Holandés
- Húngaro
- Indonesio
- Inglés (Australia)
- Inglés (británico)
- Inglés (Canadá)
- Inglés (Estados Unidos)
- Italiano
- Japonés
- Kazajo
- Letón
- Lituano
- Macedonio
- Malayo
- Mongol
- Noruego
- Persa
- Polaco
- Portugués (Brasil)
- Portugués (Portugal)
- Rumano
- Ruso
- Ruso (Ucrania)
- Serbio
- Suajili
- Sueco
- Tailandés
- Turco
- Ucraniano
- Uzbeco
- Valenciano
- Vietnamita
- Wolof